# Demiryol
Pour plus de détails, voir Fiche technique et Distribution.
Demiryol (Chemin de fer) est un film turc réalisé par Yavuz Özkan, sorti en 1979. Le film raconte une grève de cheminots à la gare de Haydarpaşa.

## Synopsis
Des cheminots font grève pour protester contre leurs conditions de travail, avec à leur tête Hasan. Ils sont soutenus par les militants révolutionnaires, mais des dissensions apparaissent, sans compter les patrons qui tentent de briser la grève.
En parallèle, le frère de Hasan, Bülent, détourne avec ses amis le camion d'approvisionnement d'un supermarché pour en distribuer son contenu aux habitants d'un bidonville. Poursuivi par la police, Bülent parvient à s'échapper, mais son ami Selim, qui a pris des femmes en otages, est abattu.
Malgré cela, la grève ne faiblit pas. Pour discréditer les grévistes, les patrons font brûler la gare de Haydarpaşa en faisant croire avec la complicité de la presse que c'est le fait des communistes. Mais cette provocation va souder encore davantage les cheminots.

## Fiche technique
- Titre : Demiryol
- Réalisation : Yavuz Özkan
- Scénario : Mahmut Tali Öngören et Yavuz Özkan
- Photographie :
- Montage :
- Musique : Ergüder Yoldaş
- Production : Yavuz Özkan
- Société de production : Tan Film
- Pays :  Turquie
- Genre : Film dramatique
- Durée : 83 minutes
- Dates de sortie : 1979

## Distribution
- Tarık Akan : Bülent (ses. Esen Günay)
- Fikret Hakan : Hasan (ses. Kamran Usluer)
- Sevda Aktolga : Sema (ses. Aliye Uzunatağan)
- Neslihan Danışman : Sibel (ses. Tijen Par)
- Güler Ökten : Bülent'in ablası
- Hikmet Çelik : Selim
- Doğan Bavli : İşçi
- Mustafa Yavuz : Şoför
- Osman Bardakçı : Yolcu
- Mete Sezer : İşçi

## Récompenses
- Festival international du film d'Antalya 1979 : prix du meilleur film, ex aequo avec Yusuf ile Kenan[3]